# Michael Scheffler (Politiker, 1954)

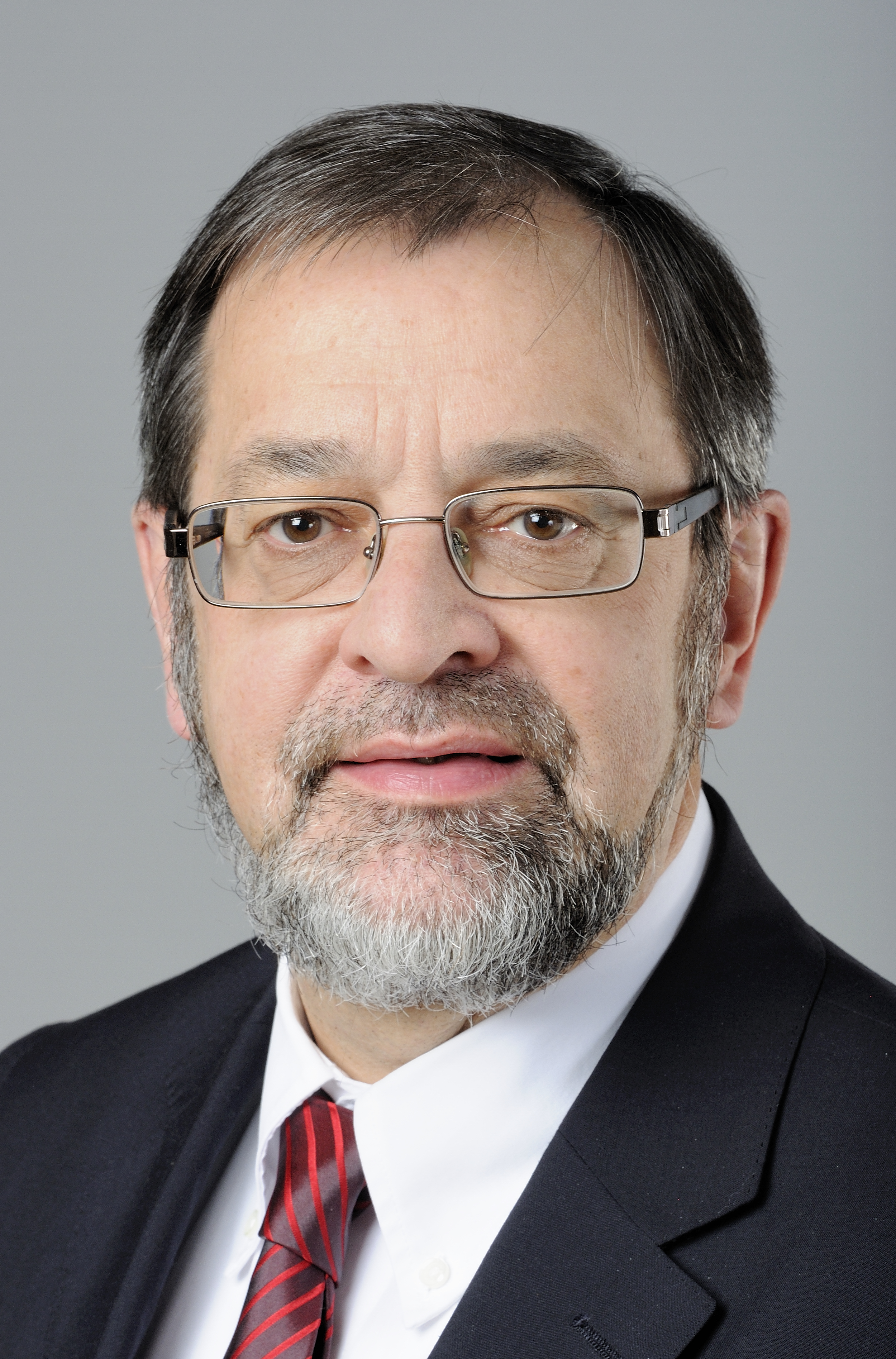
Michael Scheffler (2013).

Michael Otto Scheffler (* 25. Juli 1954 in Letmathe, heute Stadtteil Iserlohns) ist ein deutscher Politiker der SPD.

## Ausbildung und Beruf
Nach der Mittleren Reife begann Michael Scheffler 1970 eine Ausbildung zum Industriekaufmann, die er 1973 abschloss. Von 1975 bis 1987 arbeitete er als Sachbearbeiter. Von April 1987 bis Januar 1994 war er als Geschäftsführer des Kreisverbands Hagen der Arbeiterwohlfahrt (AWO) tätig. Im März 1993 übernahm er zusätzlich die kommissarische Geschäftsführung des AWO-Kreisverbands Märkischer Kreis. Von Januar 1994 bis August 1995 fungierte er als Geschäftsführer des AWO-Unterbezirks Hagen-Märkischer Kreis.
Als er nach der Landtagswahl 2005 aus dem Landtag ausschied, kehrte er zur AWO zurück und war als Geschäftsführer des AWO-Unterbezirks Westmünsterland und als kommissarischer Geschäftsführer des Unterbezirks Münster–Steinfurt tätig. Später wurde er Projektleiter beim AWO-Bezirksverband Westliches Westfalen; seit Juni 2012 ist er Vorsitzender des AWO-Bezirksverband Westliches Westfalen. Von November 2012 bis Juni 2021 war er stellvertretender Vorsitzender des AWO-Bundespräsidiums. Er ist weiter Mitglied des Bundespräsidiums der AWO. Vom 1. Januar 2018 bis zum 31. Dezember 2021 war er zudem Vorsitzender der AWO in NRW.

## Politik
Scheffler ist seit 1971 Mitglied der SPD. Er war von 1983 bis 1990 Vorsitzender des SPD-Stadtverbandes Iserlohn. Vorsitzender des SPD-Unterbezirks Märkischer Kreis war er von  1990 bis November 2016. Jetzt ist er Ehrenvorsitzender der SPD im Märkischen Kreis. Für sein Engagement wurde er mit der Willy-Brandt-Medaille, der höchsten Auszeichnung der SPD, geehrt. Von 1975 bis 1984 war er Sachkundiger Bürger der Stadt Iserlohn und des Märkischen Kreises. Seit 1984 ist Scheffler Mitglied des Rates der Stadt Iserlohn. Von 1984 bis 1989 war er Iserlohns zweiter stellvertretender Bürgermeister, der er seit November 1994 wieder ist. Zusätzlich war er von 1989 bis 1994 stellvertretender Fraktionsvorsitzender. Seit 1989 ist Scheffler Mitglied des Verwaltungsrates der Sparkasse Iserlohn. Seit 2014 ist er Vorsitzender des Verwaltungsrates. Er ist Mitglied des Aufsichtsrates des Gesellschaft für Wirtschaftsförderung Iserlohn und war auch dort zeitweise Vorsitzender. Er ist stellvertretender Vorsitzender der Deutschen Gesellschaft für Gerontotechnik. Seit 1989 ist der Sozialpolitiker Vorsitzender des Sozialausschusses der Stadt Iserlohn.
Scheffler war von 1995 bis 2005 direkt gewähltes Mitglied des 12. und 13. Landtags von Nordrhein-Westfalen. Von 2000 bis 2005 war er sozialpolitischer Sprecher der SPD-Landtagsfraktion und wurde es von 2010 bis 2017 erneut.
Für den Märkischen Kreis I war er vom 9. Juni 2010 bis 2012 Mitglied des 15. Landtags. Er gewann erneut am 13. Mai 2012 seinen Wahlkreis als Direktkandidat und war Mitglied des 16. Landtags. Bei der Landtagswahl in Nordrhein-Westfalen 2017 verlor er das Direktmandat an den Christdemokraten Torsten Schick, der den Wahlkreis bereits von 2005 bis 2010 im Landtag vertreten hatte.